# أنتوني هيل (لاعب اتحاد الرغبي)
أنتوني هيل (بالإنجليزية: Anthony Hill)‏ هو لاعب اتحاد الرغبي أسترالي، ولد في 12 فبراير 1973.